# Alsensjön
Alsensjön ist ein See in der schwedischen Gemeinde Krokom in der Provinz Jämtlands län. 

## Lage
Der See ist etwa 18 km lang und misst an der breitesten Stelle ca. 3 km. Er erstreckt sich von Nordwesten nach Südosten und liegt etwa 2 km nördlich der Europastraße 14. Der Zufluss erfolgt durch Åringsån und Faxån, der Abfluss befindet sich in Ytterån.

## Orte und Verkehr
Am Ufer liegt die Kirchengemeinde Alsen. Ende des 19. Jh. begann ein Dampfschiffverkehr mit Passagier- und Gütertransport auf dem See und wurde bis ins Jahr 1949 betrieben. In Glösa am See findet man Felszeichnungen aus der Steinzeit um 4000 v. Chr.